# Halbleiterschutzrecht
Halbleiterschutz bzw. Topographienschutz ist der Schutz dreidimensionaler Strukturen (Topographien) von Halbleitererzeugnissen.

## Geschichte
In den USA wurde ein urheberrechtsähnlicher Schutz der dreidimensionalen Struktur von Halbleitern durch den Semiconductor Chip Protection Act of 1984, SCPA, geschaffen. Das Schutzrecht wird in den USA nicht Topographie genannt, sondern mask work und nicht beim Patentamt, sondern beim United States Copyright Office registriert.
Es konnten zwar auch ausländische Anmelder den Schutz des SCPA beanspruchen, dieses Recht sollte aber nur bis zum 8. November 1987 gelten. Die Frist wurde für Anmelder aus der EG bis zum 31. Mai 1988 verlängert.
Nach diesem Zeitpunkt galt der Grundsatz der material reciprocity, das bedeutet Schutz nur auf Gegenseitigkeit, d. h., ausländische Anmelder haben nur dann Zugang zum US-amerikanischen Halbleiterschutzrecht, wenn ihr Heimatland US-Anmeldern auch einen Halbleiterschutz gewährt. Um daher in den USA weiterhin Topographien, „mask works“, schützen zu können, war man im Ausland gezwungen, ebenfalls den Schutz von Halbleiterstrukturen gesetzlich zu regeln. Japan machte hierbei den Anfang mit dem Act Concerning the Circuit Layout of a Semiconductor Integrated Circuit of 1985.
In der EG sollte durch die Richtlinie über den Rechtsschutz der Topographien von Halbleitererzeugnissen 87/54/EWG vom Rat der EG im Dezember 1986 verabschiedet, eine Harmonisierung innerhalb der EG erreicht werden.
Am 26. Mai 1989 wurde der Vertrag über den Schutz des geistigen Eigentums im Hinblick auf integrierte Schaltkreise (Treaty on Intellectual Property in Respect of Integrated Circuits, IPIC-Übereinkommen, WIPO-Dokument IPIC/DC/46) auf einer diplomatischen Konferenz in Washington angenommen, der aber nur von Ägypten, Bosnien und Herzegowina und Saint Lucia ratifiziert wurde. Jedoch sieht das TRIPS-Übereinkommen über geistiges Eigentum die Anwendung dieses Übereinkommens vor.

## Halbleiter-/Topographienschutzgesetze
Die nationale Umsetzung der Richtlinie 87/54/EWG erfolgt über Halbleiterschutzgesetze und deren Durchführungsbestimmungen:
- In Deutschland mit dem Gesetz über den Schutz der Topographien von mikroelektronischen Halbleitererzeugnissen (Halbleiterschutzgesetz – HalblSchG) und der dazu weiter ergangenen Halbleiterschutzverordnung – HalblSchV.
- In Österreich mit dem Bundesgesetz über den Schutz der Topographien von mikroelektronischen Halbleitererzeugnissen (Halbleiterschutzgesetz – HlSchG) vom 23. Juni 1988, BGBl. 1988/372[3], geändert durch die Halbleiterschutzgesetz-Novelle 1996 (BGBl. 1996/428; weitere Änderung BGBl. 2001/143)[4], und in der Halbleiterschutz-Verordnung (HlSchV) vom 12. September 1988, BGBl 1988/528 in der Fassung BGBl. 1996/439[5]
- In der Schweiz gelten das Topographiengesetz vom 9. Oktober 1992 (Systematische Sammlung des Bundesrechts – SR 231.2) und die Topographienverordnung vom 26. April 1993, geändert am 29. November 1993